# Лушци Паланка
Лушци Паланка је насељено мјесто у саставу општине Сански Мост, Федерација Босне и Херцеговине, БиХ.

## Географија
Село се налази у југозападном делу општине Сански Мост, на Грмечу. Упркос томе, погодно је за развој пољопривреде.

## Историја
Православна црква изграђена је 1879. од дрвета.

## Становништво
Данас у селу живи 200–250 становника. Село је ретко повратничко на подручју општине.
| Националност       | 2013.        | 1991.          | 1981.        | 1971.        |
| Срби               | 216 (95,58%) | 1.050 (97,31%) | 828 (89,03%) | 682 (96,60%) |
| Муслимани          | 3 (1,33%)    | 0              | 0            | 1 (0,14%)    |
| Хрвати             | 2 (0,88%)    | 0              | 1 (0,10%)    | 5 (0,70%)    |
| Југословени        | —            | 17 (1,57%)     | 88 (9,46%)   | 12 (1,69%)   |
| остали и непознато | 5 (2,21%)    | 12 (1,11%)     | 13 (1,39%)   | 6 (0,84%)    |
| Укупно             | 226          | 1.079          | 930          | 706          |